# Karimuddanahalli, Hunsur
Karimuddanahalli là một làng thuộc tehsil Hunsur, huyện Mysore, bang Karnataka, Ấn Độ.